# Waimata River (Gisborne)
Der Waimata River ist ein Fluss im Gisborne District auf der Nordinsel von Neuseeland.

## Geographie
Der Waimata River entspringt rund 26 km nordnordöstlich von Gisborne und rund 17 km westsüdwestlich der Tolaga Bay. Nach anfänglicher, sich über rund 5,5 km erstreckender westlicher Ausrichtung, knickt der Fluss nach Süden ab und fließt in kleiner und größerer Määanderform vorzugsweise in südliche Richtung, um nach insgesamt rund 63 Flusskilometer in der Stadt Gisborne auf den von Westen kommenden Taruheru River zu stoßen und nach dem Zusammenfluss den etwas mehr als einen Kilometer langen Tūranganui River zu bilden.
Anschließend fließen die Wässer in die Tūranganui-a-Kiwa / Poverty Bay, die sich nach Südosten hin zum Pazifischen Ozean öffnet.
Das Wassereinzugsgebiet des Waimata River bemisst sich auf eine Fläche von rund 226 km².